# Novantinoe hovorei
Novantinoe hovorei là một loài bọ cánh cứng trong họ Cerambycidae.